# Географія України
Україна — східноєвропейська країна, що розташовується на південному сході континенту . Загальна площа країни 603 700 км² (46-те місце у світі), з яких на суходіл припадає 591 626 км², а на поверхню внутрішніх вод — 12 074 км².

## Назва
Топонім Україна вперше згадується в Київському літописі під 1187 роком. Існує декілька гіпотез походження назви:
- деякі сучасні українські дослідники виводять назву від слова край, що первинно означало рідний край, країна, земля[4].
- український лексикограф Борис Грінченко у своєму Словникові української мови першим значенням слова Україна дає країна[5];
- український славіст, мовознавець Ярослав Рудницький навів декілька значень назви Україна (Вкраїна, Укра́їна, Укра́йна)[6]:
  - 1) «прикордонна земля»,
  - 2) «будь-яке відокремлене місце»,
  - 3) «країна в цілому»;
- за Максом Фасмером, від д.-рус. оукраина — прикордонна місцевість[7];
- Сергій Шелухін вважав, що назва «Україна» утворена від дієслова украяти, відрізати й означає «відділений шматок землі», «відділена частина території племені». У часи розпаду Київської Русі на окремі незалежні землі слово «україна» набуло нового значення — «князівство». Зокрема, у літописах зафіксовані Переяславська україна, Галицька україна, Волинська україна, Чернігівська україна, Київська україна та ін.[8];

## Географічне положення
Україна — східноєвропейська країна, що межує з сімома іншими країнами: на півночі — з Білоруссю (1111 км), на сході — з Російською Федерацією (спільний кордон — 1944 км), на південному заході — з Молдовою (1202 км) і Румунією (601 км), на заході — з Польщею (535 км), Угорщиною (128 км) і Словаччиною (97 км). Загальна довжина державного кордону — 5618 км. Україна на півдні омивається водами Чорного, на південному сході — Азовського морів Атлантичного океану. Загальна довжина морського узбережжя 2782 км.

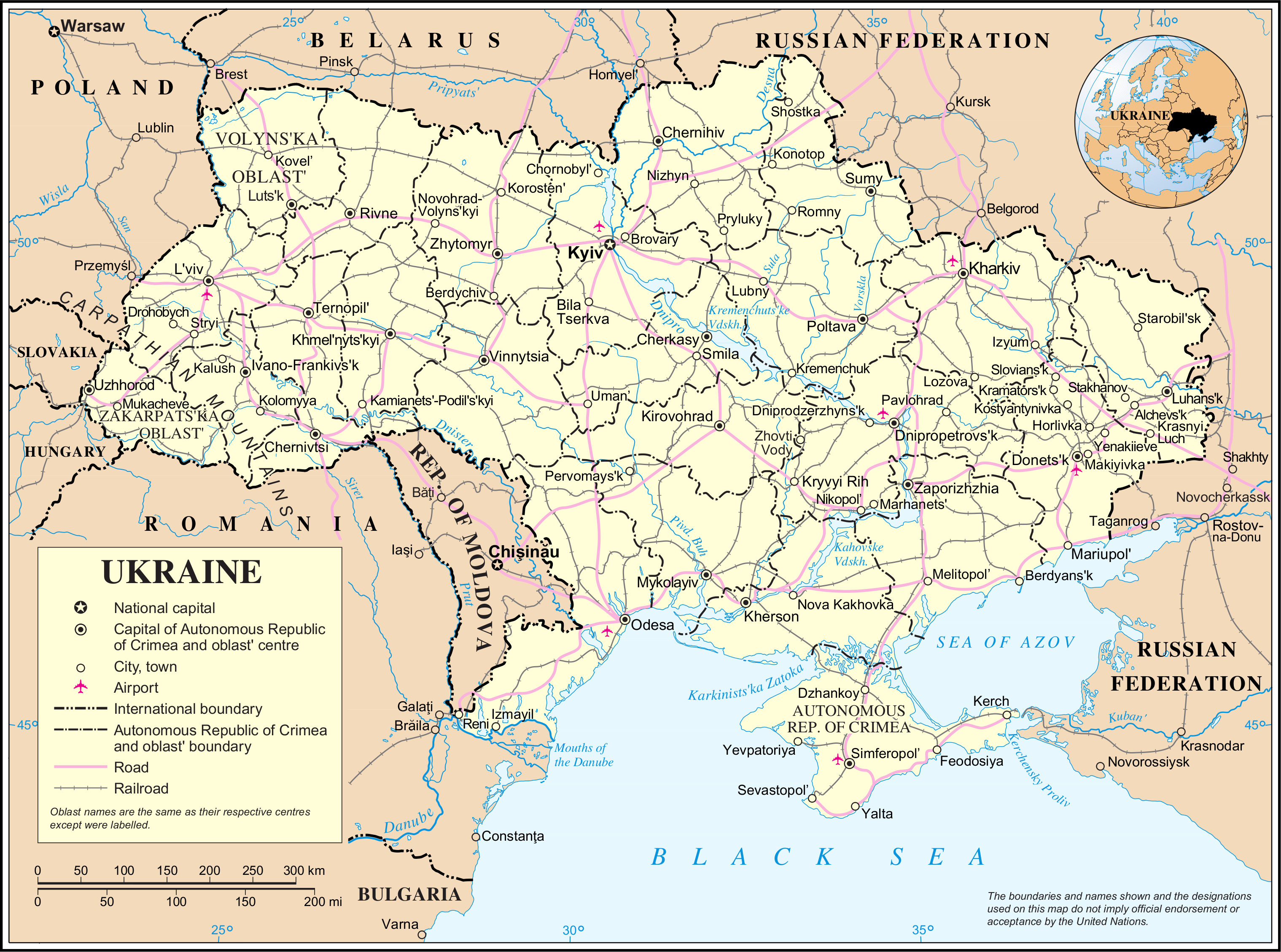
Карта України від ООН (англ.)
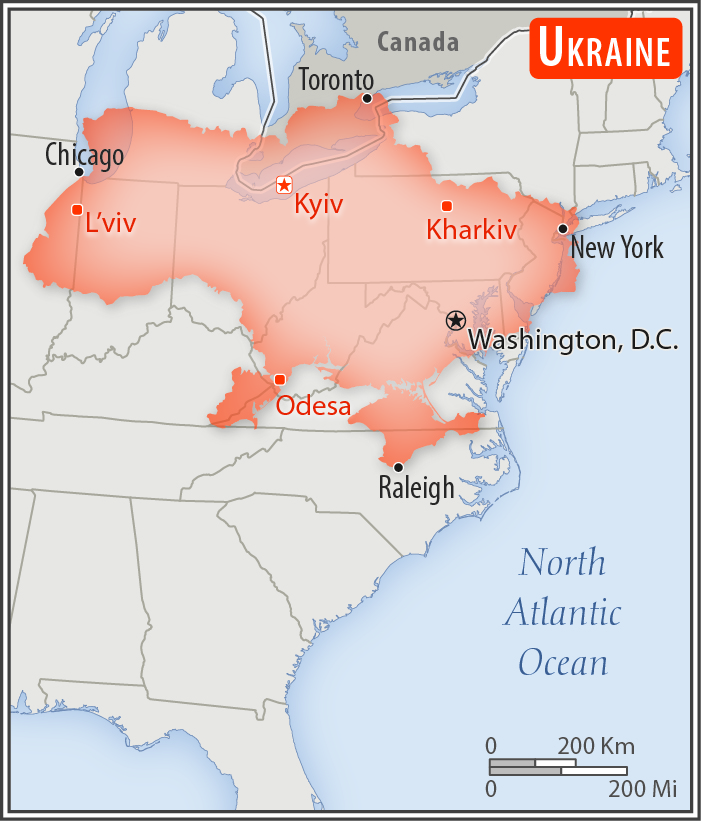
Порівняння розмірів території України та США
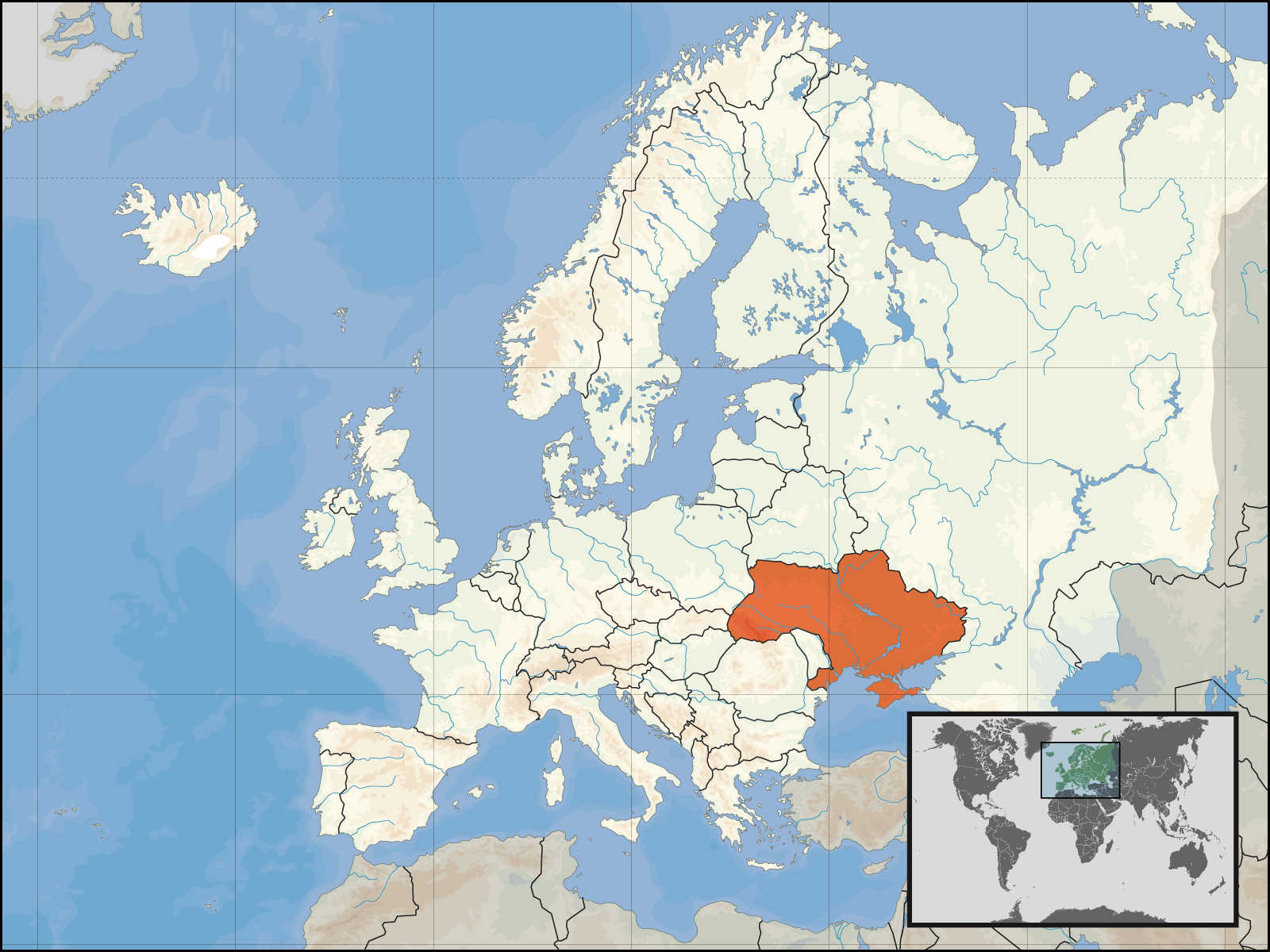
Україна на карті Європи

Згідно з Конвенцією Організації Об'єднаних Націй з морського права (UNCLOS) 1982 року, протяжність територіальних вод країни встановлено в 12 морських миль (22,2 км). Виключна економічна зона встановлена на відстань 200 морських миль (370,4 км) від узбережжя. Континентальний шельф — до глибин 200 м, або технічної можливості освоєння (стаття 76).

### Крайні пункти
Україна лежить між 52°22′46′′ і 44°23'11′′ паралелями північної широти, 22°08'13" і 40°13'40" меридіанами східної довготи.
| c. Грем'яч мис Сарич c. Соломоново c. Рання Зоря c. Мар'янівкаclass=notpageimage\| Крайні пункти України |

Крайні географічні точки:
- крайня північна точка — урочище Петрівське села Грем'яч Новгород-Сіверського району Чернігівської області, на державному кордоні з Російською Федерацією (Брянська область) 52°22′46″ пн. ш. 33°11′28″ сх. д. / 52.37944° пн. ш. 33.19111° сх. д.;
- крайня південна точка — на мисі Сарич, у Форосі на Кримському півострові 44°23′11″ пн. ш. 33°46′38″ сх. д. / 44.38639° пн. ш. 33.77722° сх. д.;
- крайня західна точка — поблизу села Соломоново біля міста Чоп у Закарпатській області, на кордоні зі Словаччиною48°25′06″ пн. ш. 22°08′13″ сх. д. / 48.41833° пн. ш. 22.13694° сх. д.;
- крайня східна точка — на околиці с. Рання Зоря Міловського району Луганської області, на кордоні з Росією 49°15′38″ пн. ш. 40°13′40″ сх. д. / 49.26056° пн. ш. 40.22778° сх. д..
- географічний центр України знаходиться на північній околиці села Мар'янівка Черкаської області[13] 49°01′39″ пн. ш. 31°28′58″ сх. д. / 49.02750° пн. ш. 31.48278° сх. д..

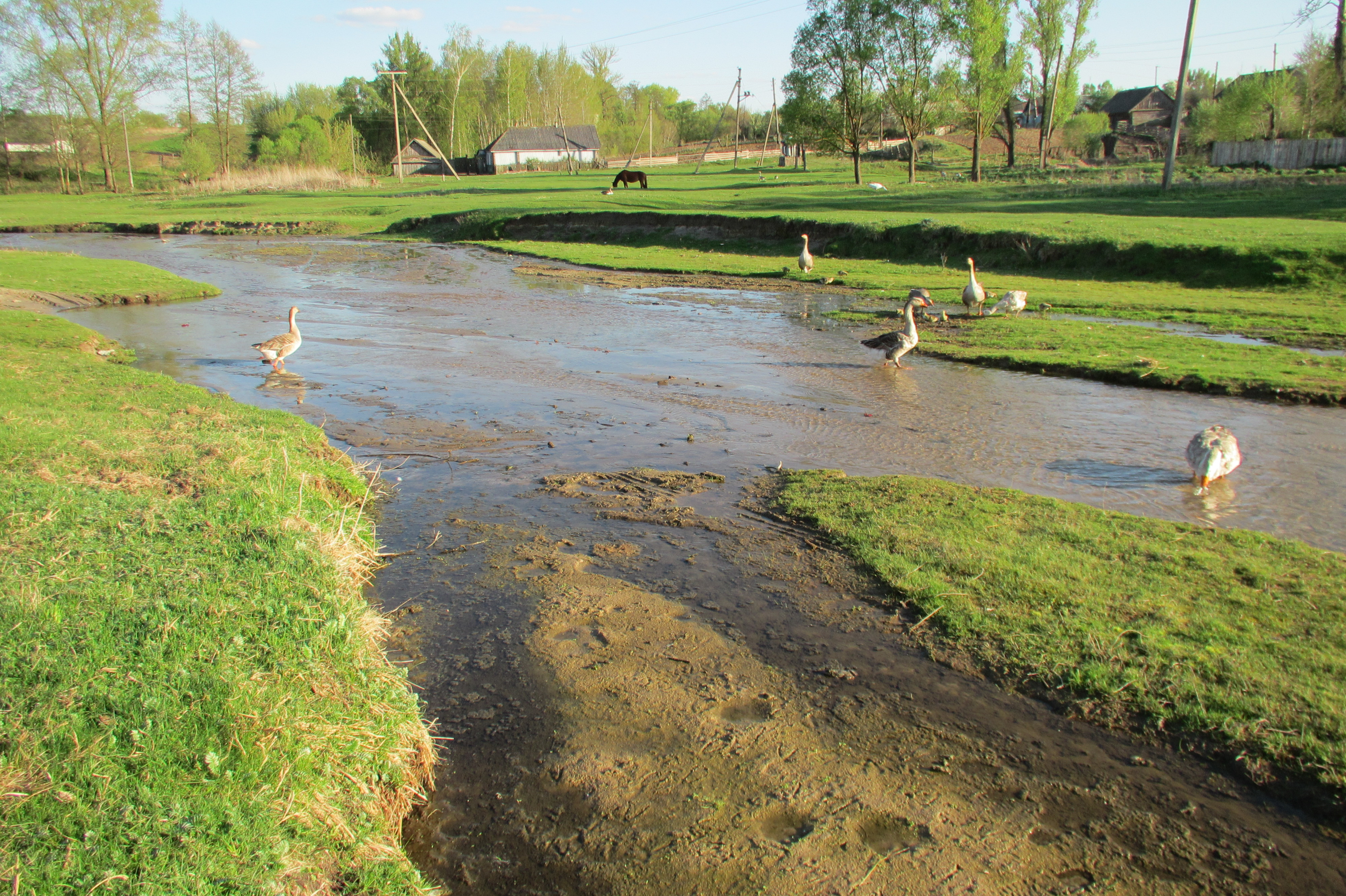
Село Грем'яч
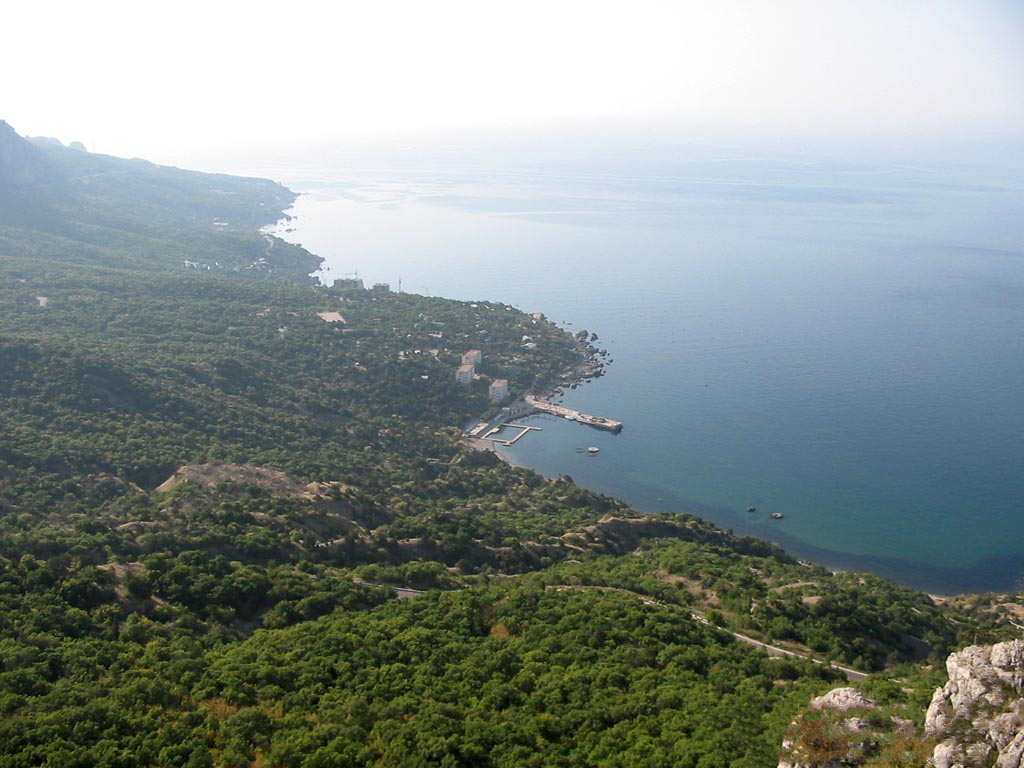
Вид на мис Сарич
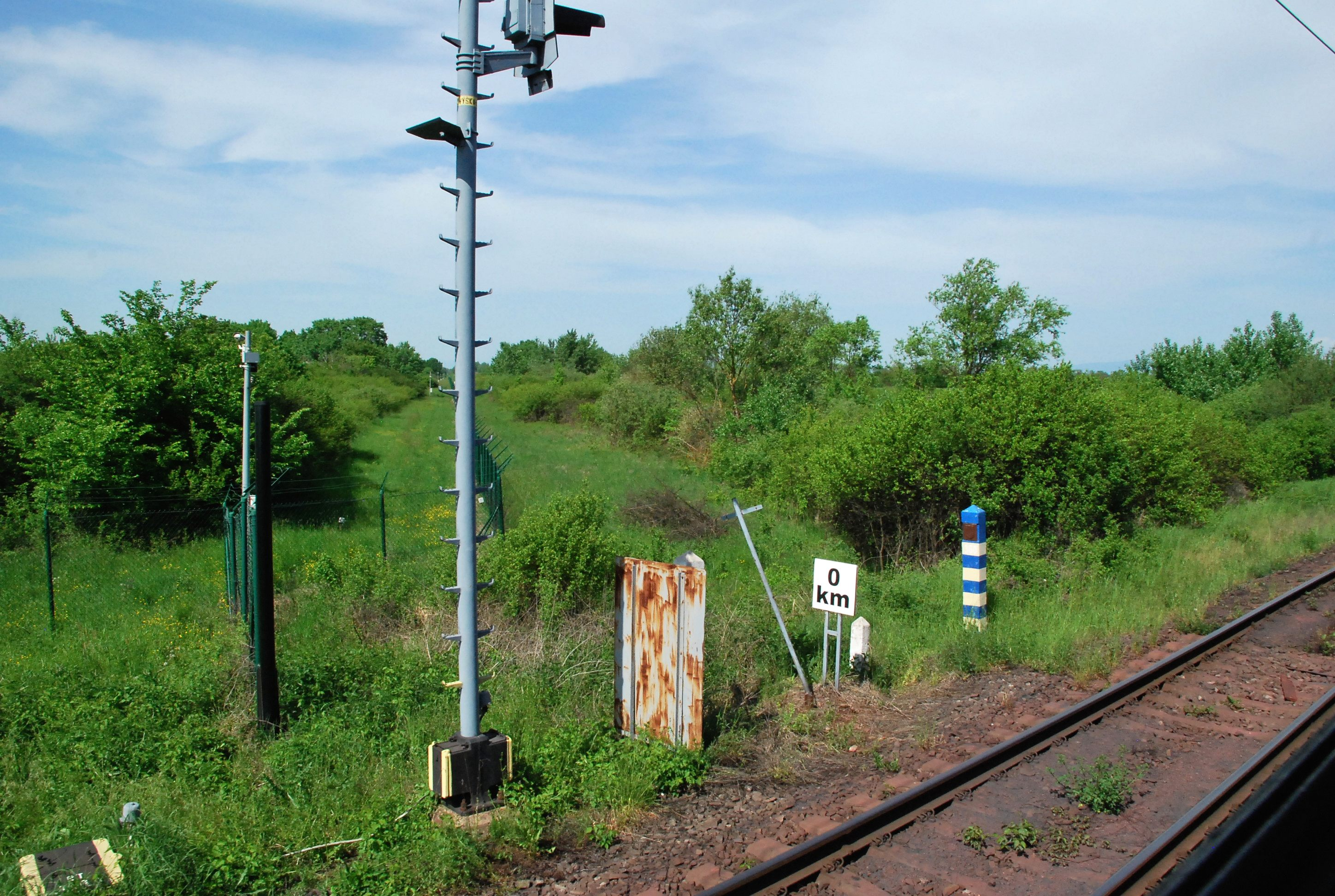
Прикордонний знак №360 у Соломоново
Географічний центр України

### Час
Час в Україні: UTC+2. Літній час вводиться останньої неділі березня переводом годинникової стрілки на 1 годину вперед, скасовується в останню неділю жовтня переводом годинникової стрілки на 1 годину назад. На тимчасово окупованих Росією територіях півострова Крим, частин Донецької і Луганської областей діє московський час UTC+3.

## Геологія
Україна — унікальна мінерально-сировинна держава, багатства надр якої зумовлені особливостями геологічної будови її території. У межах країни розповсюджені всі основні геоструктурні зони земної кори: платформні, геосинклінальні і перехідні між ними області — крайові прогини.

### Корисні копалини
Різноманітність різних геолого-структурних умов і величезний діапазон часу (більш 2,5 млрд років) протягом багатьох епох визначили формування практично всіх видів корисних копалин, в тому числі цілого ряду великих і дуже великих запасів родовищ вуглеводневої сировини і твердих корисних копалин.
З унікальною (в металогенічному відношенні) структурою — Українським щитом, зв'язана більшість родовищ металевих корисних копалин і, в першу чергу, найбільший Криворізький залізорудний басейн, комплексні корінні родовища ільменіт-апатитових руд, родовища інших кольорових, благородних і рідкісних металів.
У платформному чохлі, що перекриває кристалічний фундамент, розміщені великі поклади марганцевих руд Нікопольского басейну, комплексні ільменіт-рутил-цирконієвих руд Середнього Придніпров'я, а також родовища урану, унікальні за якістю і запасам родовища каолінів, бентонітових, вогнетривких і тугоплавких глин, бурого вугілля і багатьох інших видів корисних копалин.
У Дніпровсько-Донецькій металогенічній провінції залягають родовища газу, нафти, газоконденсату, кам'яної солі, гіпсу. В південній частині провінції знаходиться Донецька складчаста споруда з найбільшим однойменнім кам'яновугільним басейном, а також родовища ртуті, кам'яної солі, вогнетривких і тугоплавких глин. У вугіллях Донбасу зосереджені трильйони кубічних метрів метану.
На шельфі Азовського і Чорного морів розвідані родовища вуглеводневої сировини і ведеться активний пошук нових їх покладів.
У межах Українського щита, Донецької складчастої споруди і Карпатської складчастої області виявлені 6 золоторудних районів з ресурсним потенціалом в декілька тисяч тон золота при середньому змісті 6-8 г/тонн.

## Рельєф
Більша частина території України має рівнинний характер, середні висоти — 175 м. Гори знаходяться тільки на заході (Карпати) та на крайньому півдні (Кримські). Найнижча точка — рівень вод Чорного моря (0 м); найвища точка — гора Говерла (2061 м) у масиві Чорногора, у Карпатах. Рівнинні простори країни, що становлять південно-західну частину Східноєвропейської рівнини, за своїм рельєфом неоднорідні. Тут можна виділити височини та низовини, утворення яких обумовлене переважно нерівностями кристалічного фундаменту Руської платформи, яка залягає в фундаменті Руської рівнини. Височини пов'язані головним чином з Українським кристалічним масивом.

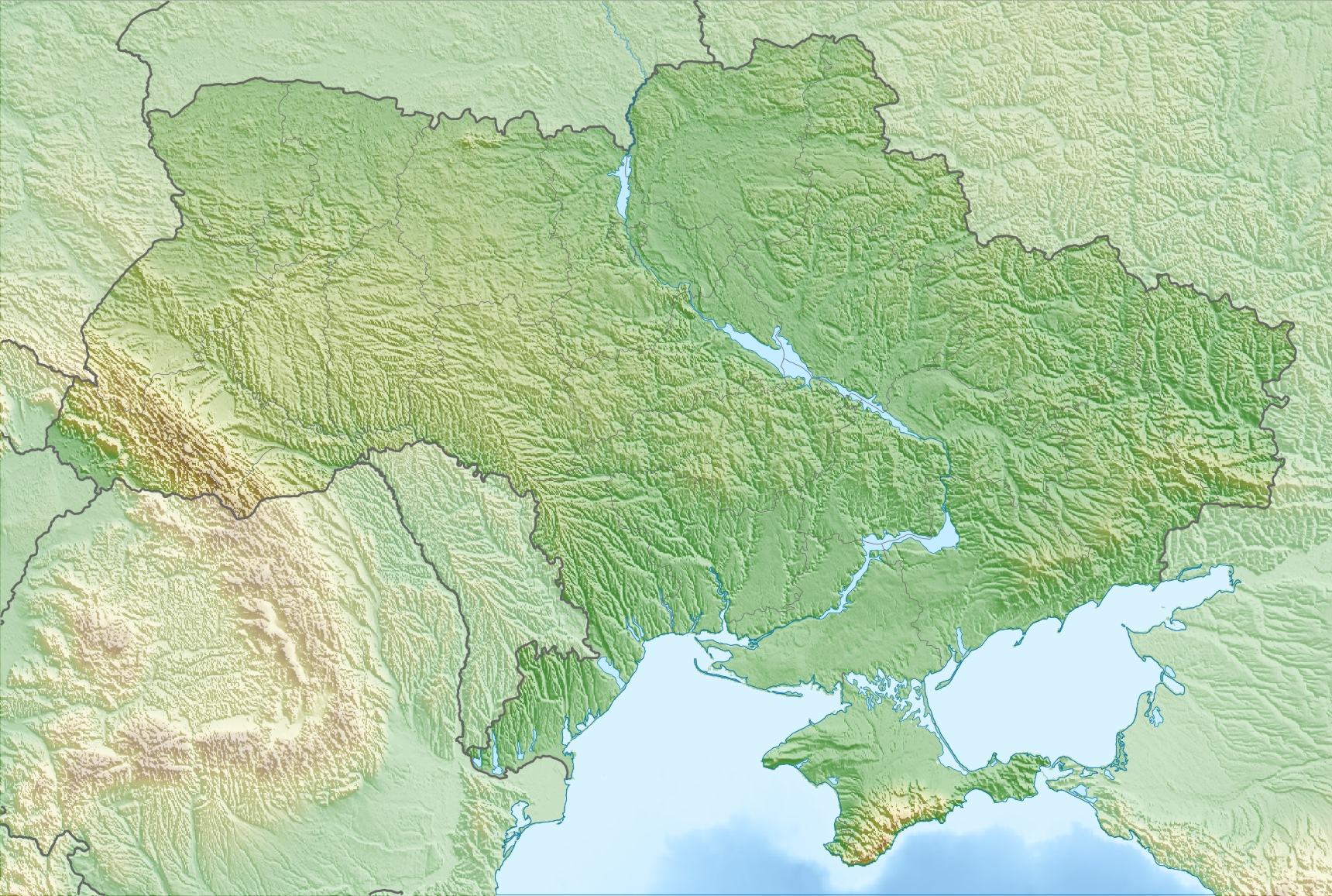
Рельєф України
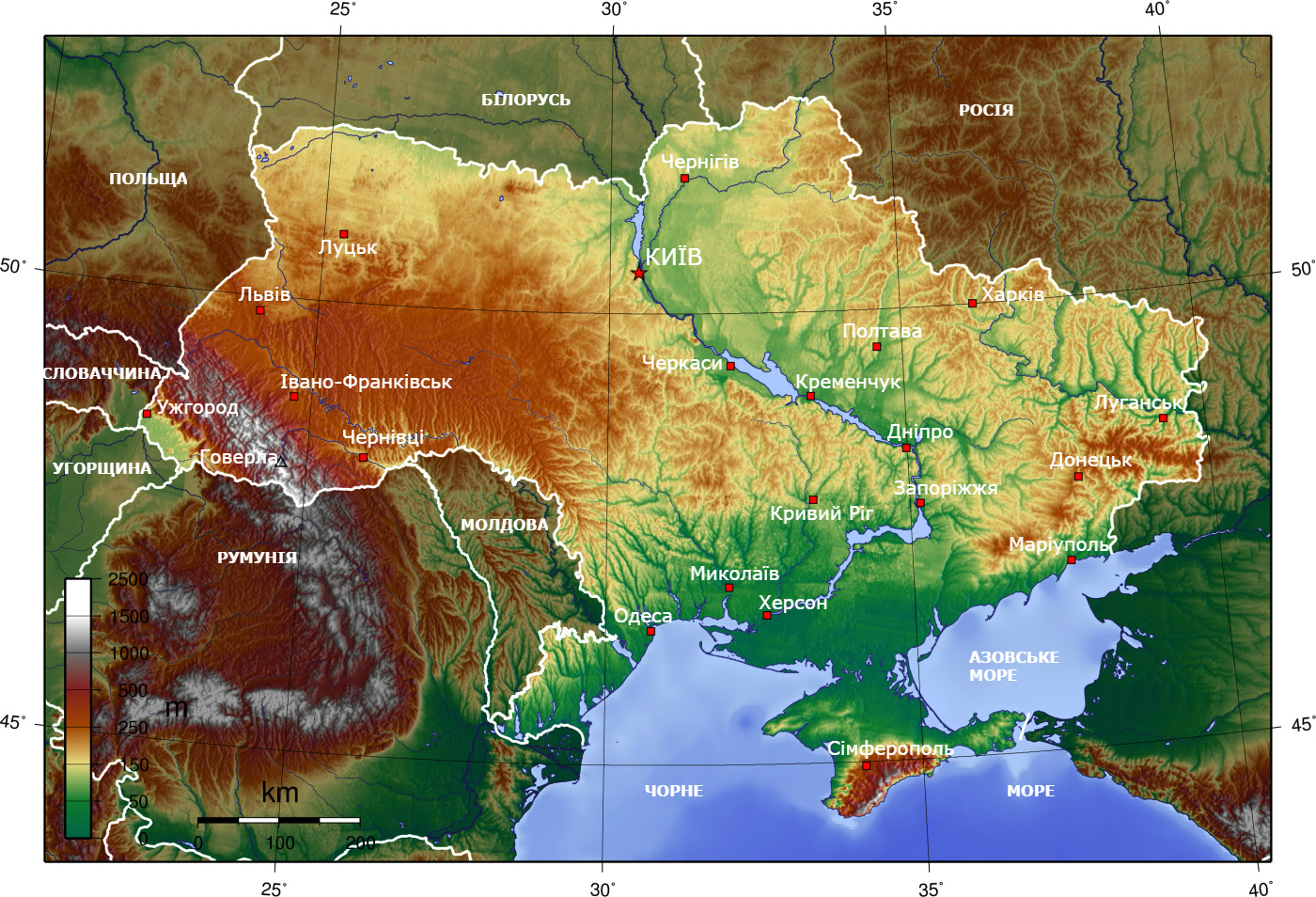
Гіпсометрична карта  України
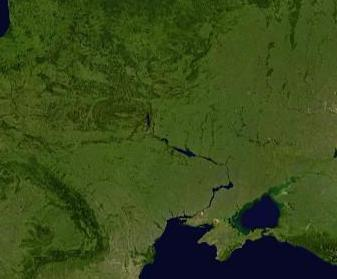
Супутниковий знімок поверхні країни
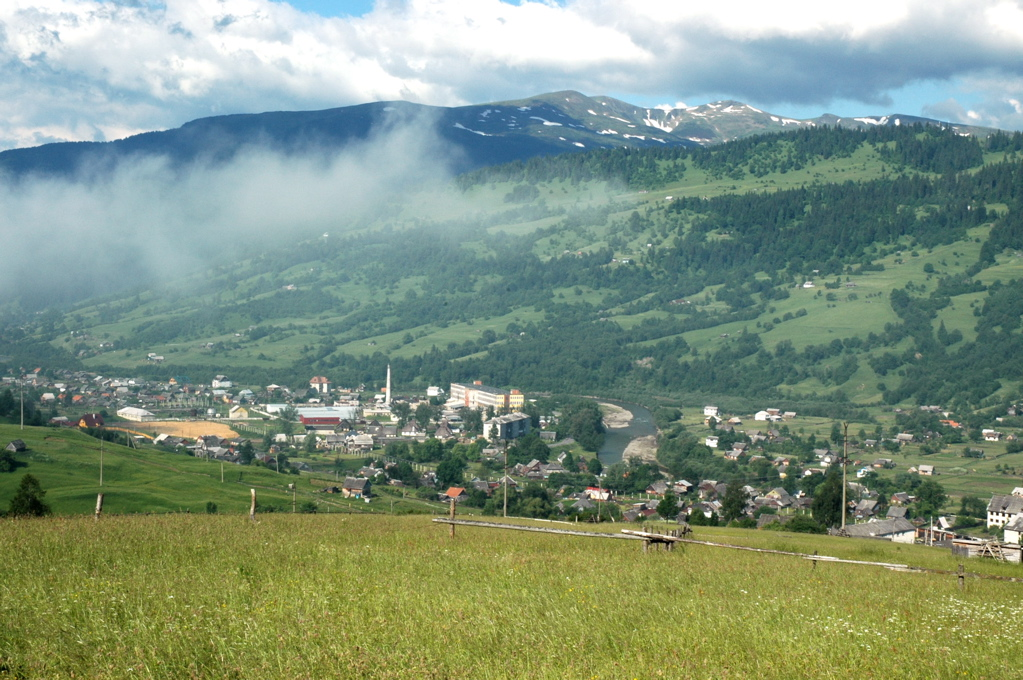
Карпатські гори
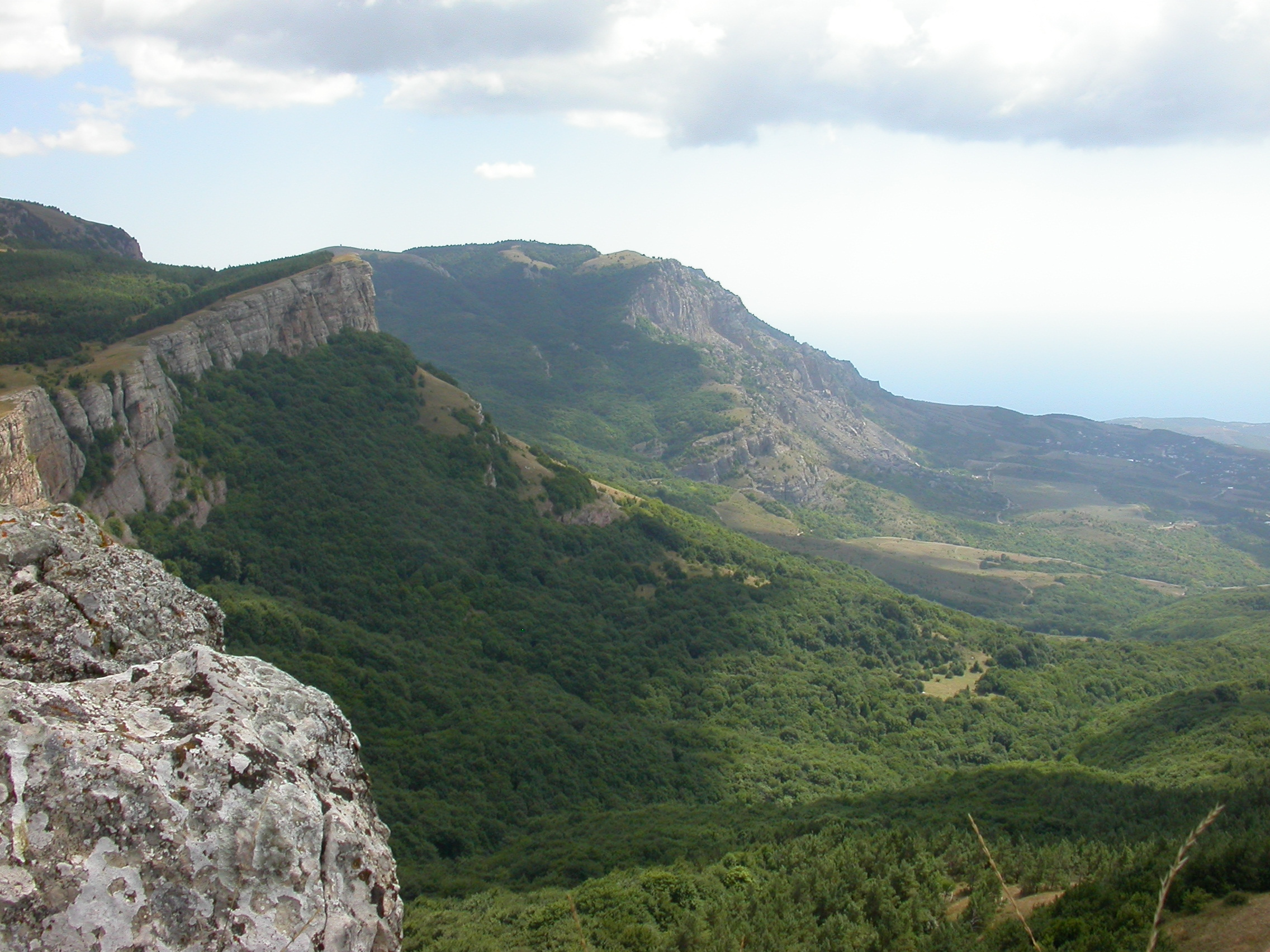
Кримські гори

У межах України розташовані такі височини: в західній частині Волино-Подільська, Придніпровська, в східній частині Приазовська, Донецький кряж та південно-західні відроги Середньо-Руської височини.
Найбільші низовини: Поліська низовина на півночі, Причорноморська на півдні та Придніпровська, що простягається в середній частині лівобережжя Дніпра.

### Моря
Територію України омивають Чорне та Азовське моря. До басейнів цих морів належать більшість (близько 96 % території країни) річок країни.

### Астроблеми
На теренах України знайдено 8 вибухових кратерів, що утворилися у наслідку падіння небесних тіл. Всі кратери, за винятком Іллінецького, є похованими під товщею осадових порід, їх дослідження велося за допомогою свердловин.

## Клімат
Кліматичні умови в Україні визначаються у першу чергу її географічним розташуванням. Вони також формуються внаслідок взаємодії таких факторів, як сонячна радіація, циркуляційні процеси в атмосфері, підстильною земною поверхнею. Завдяки взаємодії всіх цих факторів, формуються загальні риси клімату України. Територія України лежить у помірному кліматичному поясі перехідного від морського до континентального типу. Переважають помірні повітряні маси цілий рік, західний масоперенос. Значні, сезонні зміни амплітуди температури повітря, особливо на півдні й сході. Зволоження нестійке, нерівномірне за сезонами, взимку сніговий покрив; на півдні й сході максимум опадів припадає на літо, можлива посуха.
У цілому, клімат України помірно континентальний, лише на південному березі Криму — субтропічний. Загальна закономірність кліматичних умов, полягає в зростанні континентальності з заходу на схід та близької до широтної зональності розподілу температур, вологості та опадів.
Зими на заході України помітно м'якіші, аніж на сході. Влітку, натомість, на сході спостерігаються більш високі середні температури, аніж на заході.
Середньорічна температура коливається від +5,5 …. +7 °C на півночі до +11° …. +13 °C на півдні. Середня температура в січні, найхолоднішому місяці, становить від −3 °C на південному заході (в Криму — від −1 °C до +4 °C) до −8 °C на північному сході. Середня температура в липні, найтеплішому місяці, коливається від +23 °C на південному сході до +18 °C на північному заході.
Кількість опадів в теплий сезон в середньому в двічі-тричі вища, ніж в холодний. Максимум спостерігається в липні та червні, а мінімум припадає на лютий. Сніг випадає найчастіше пізно в листопаді або рано в грудні.
Максимальна абсолютна кількість опадів припадає на Карпати, де може досягати 1 200 міліметрів. Мінімальна — на узбережжя Чорного та Азовського морів, а також степи Криму, де випадає менше 400 мм опадів на рік.

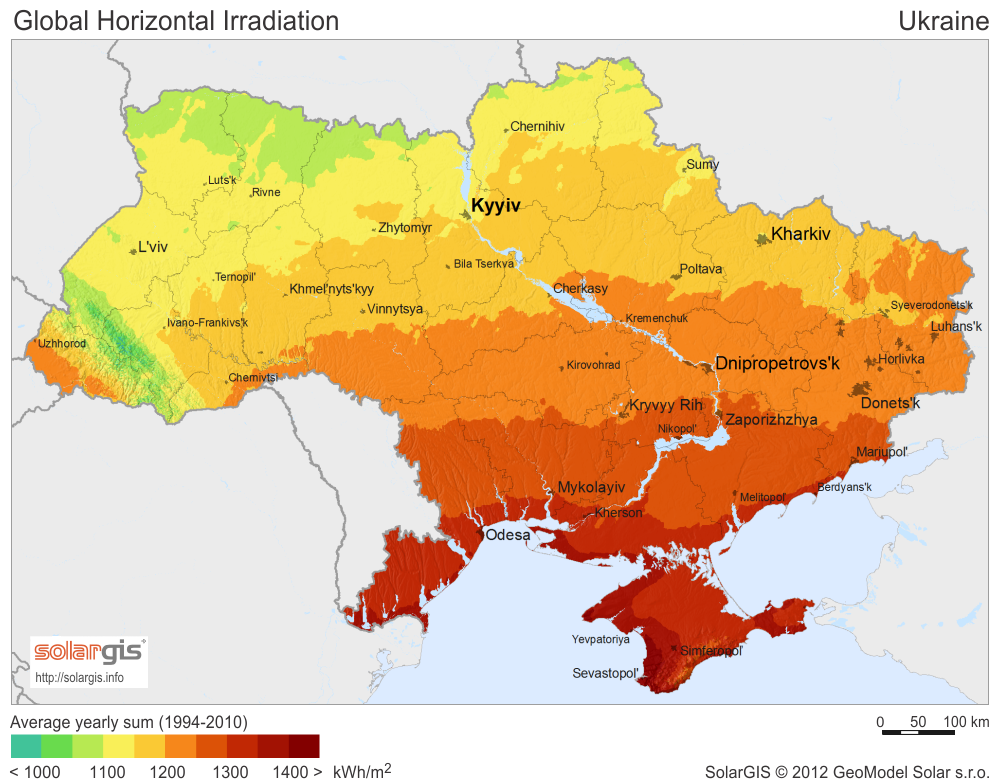
Сонячна радіація (англ.)
Кліматична карта України (за Кеппеном)
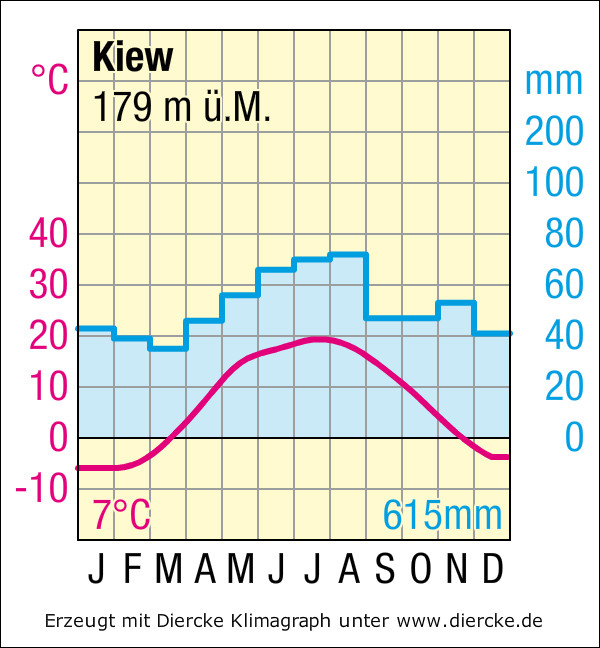
Кліматограма Києва
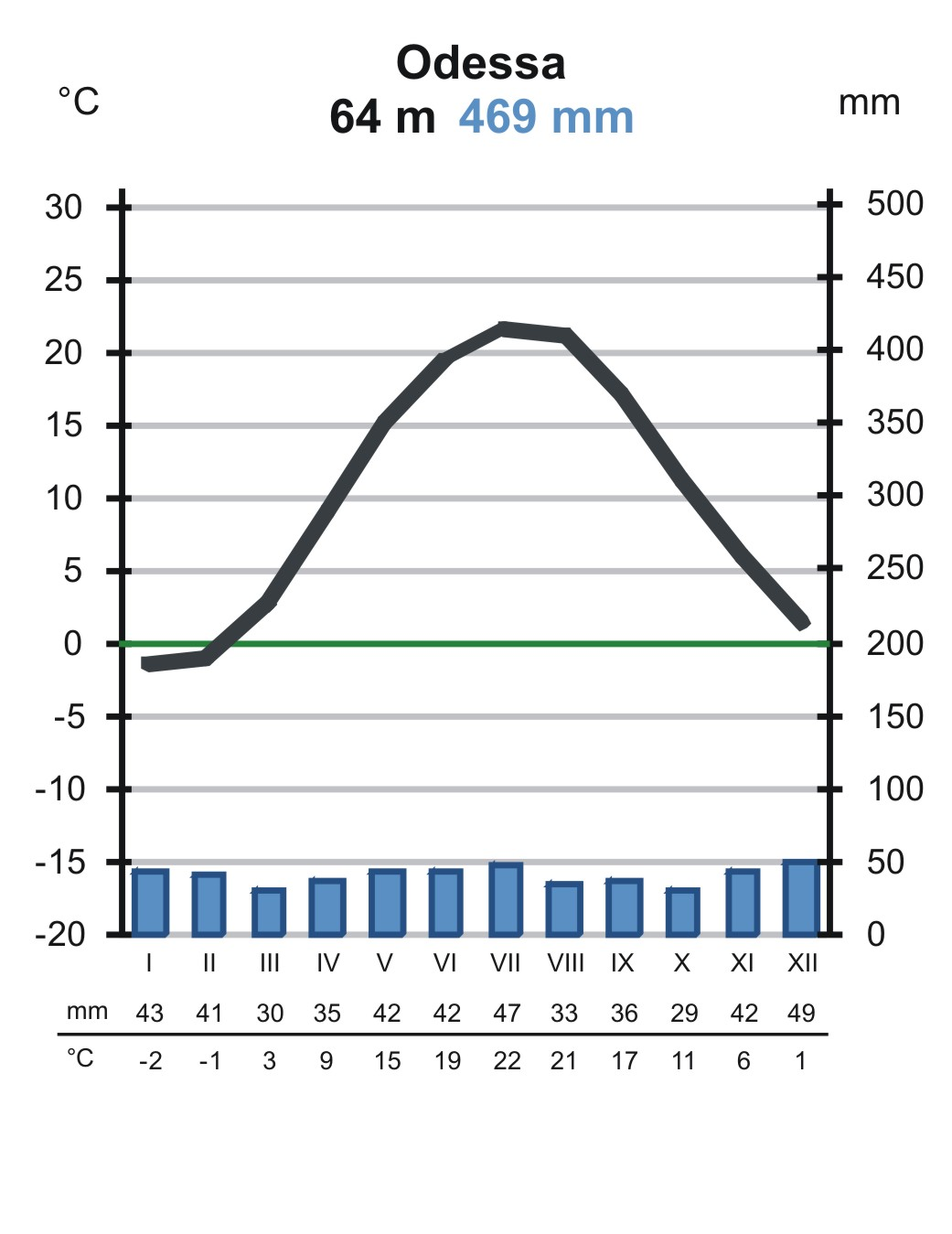
Кліматограма Одеси

| Клімат Києва             | Клімат Києва | Клімат Києва | Клімат Києва | Клімат Києва | Клімат Києва | Клімат Києва | Клімат Києва | Клімат Києва | Клімат Києва | Клімат Києва | Клімат Києва | Клімат Києва | Клімат Києва |
| Показник                 | Січ.         | Лют.         | Бер.         | Квіт.        | Трав.        | Черв.        | Лип.         | Серп.        | Вер.         | Жовт.        | Лист.        | Груд.        | Рік          |
| Абсолютний максимум, °C  | 11,1         | 17,3         | 22,4         | 30,2         | 33,6         | 35,0         | 39,4         | 39,3         | 33,8         | 27,9         | 23,2         | 14,7         | 39,4         |
| Середній максимум, °C    | −0,9         | 0,0          | 5,6          | 14,0         | 20,7         | 23,5         | 25,6         | 24,9         | 19,0         | 12,5         | 4,6          | 0,0          | 12,5         |
| Середня температура, °C  | −3,5         | −3           | 1,8          | 9,3          | 15,5         | 18,5         | 20,5         | 19,7         | 14,2         | 8,4          | 1,9          | −2,3         | 8,4          |
| Середній мінімум, °C     | −5,8         | −5,7         | −1,4         | 5,1          | 10,8         | 14,2         | 16,1         | 15,2         | 10,2         | 4,9          | −0,3         | −4,6         | 4,9          |
| Абсолютний мінімум, °C   | −31,1        | −32,2        | −24,9        | −10,4        | −2,4         | 2,4          | 5,8          | 3,3          | −2,9         | −17,8        | −21,9        | −30          | −32,2        |
| Норма опадів, мм         | 36           | 39           | 37           | 46           | 57           | 82           | 71           | 60           | 57           | 41           | 50           | 45           | 621          |
| ------------------------ | ------------ | ------------ | ------------ | ------------ | ------------ | ------------ | ------------ | ------------ | ------------ | ------------ | ------------ | ------------ | ------------ |
| Джерело: Погода и климат |              |              |              |              |              |              |              |              |              |              |              |              |              |

Україна є членом Всесвітньої метеорологічної організації (WMO), в країні ведуться систематичні спостереження за погодою.

## Внутрішні води
Загальні запаси відновлюваних водних ресурсів (ґрунтові і поверхневі прісні води) становлять 139,6 км³. Станом на 2012 рік в країні налічувалось 21,67 тис. км² зрошуваних земель. Річкова мережа країни належить басейнам Чорного і Азовського морів, на крайньому заході (4 % території країни) — Балтійського (басейн Західного Бугу) Атлантичного океану.

Гідрографічна мережа УкраїниГідрографічна мережа України
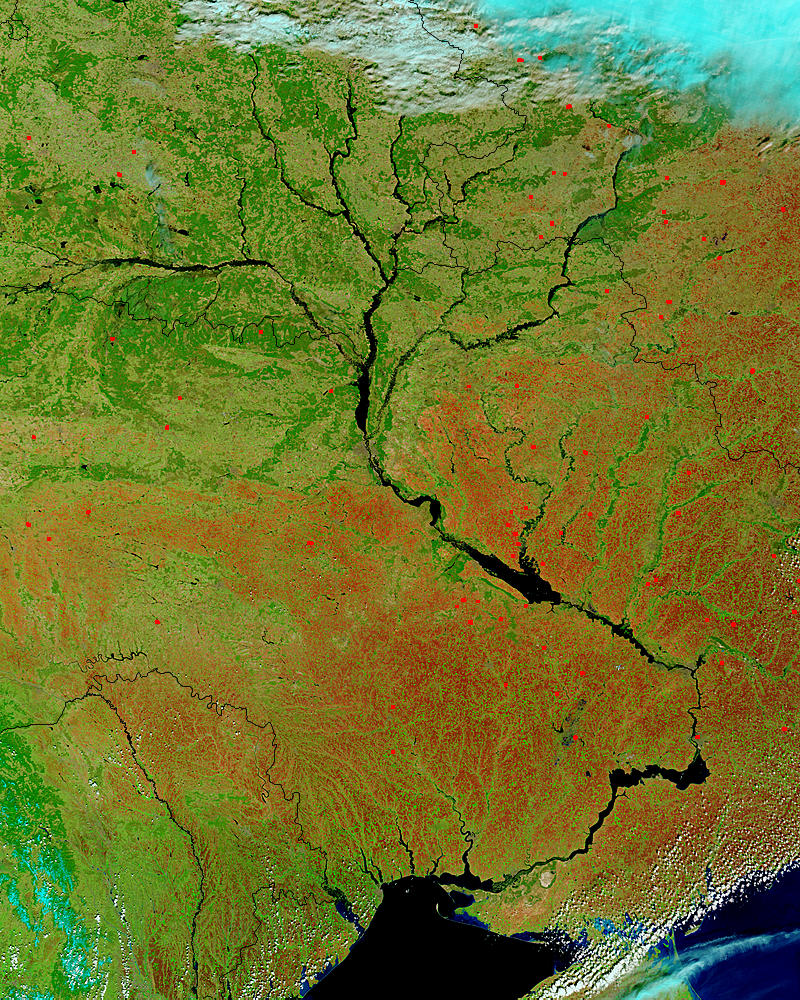
Супутниковий знімок центральної та нижньої частини басейну Дніпра

### Річки
Річкова мережа країни складається з річкових систем Дніпра, Дунаю, Дністра, Південного Бугу, Західного Бугу, Сіверського Дінця та річок чорноморського та азовського узбереж.

Головні річки України
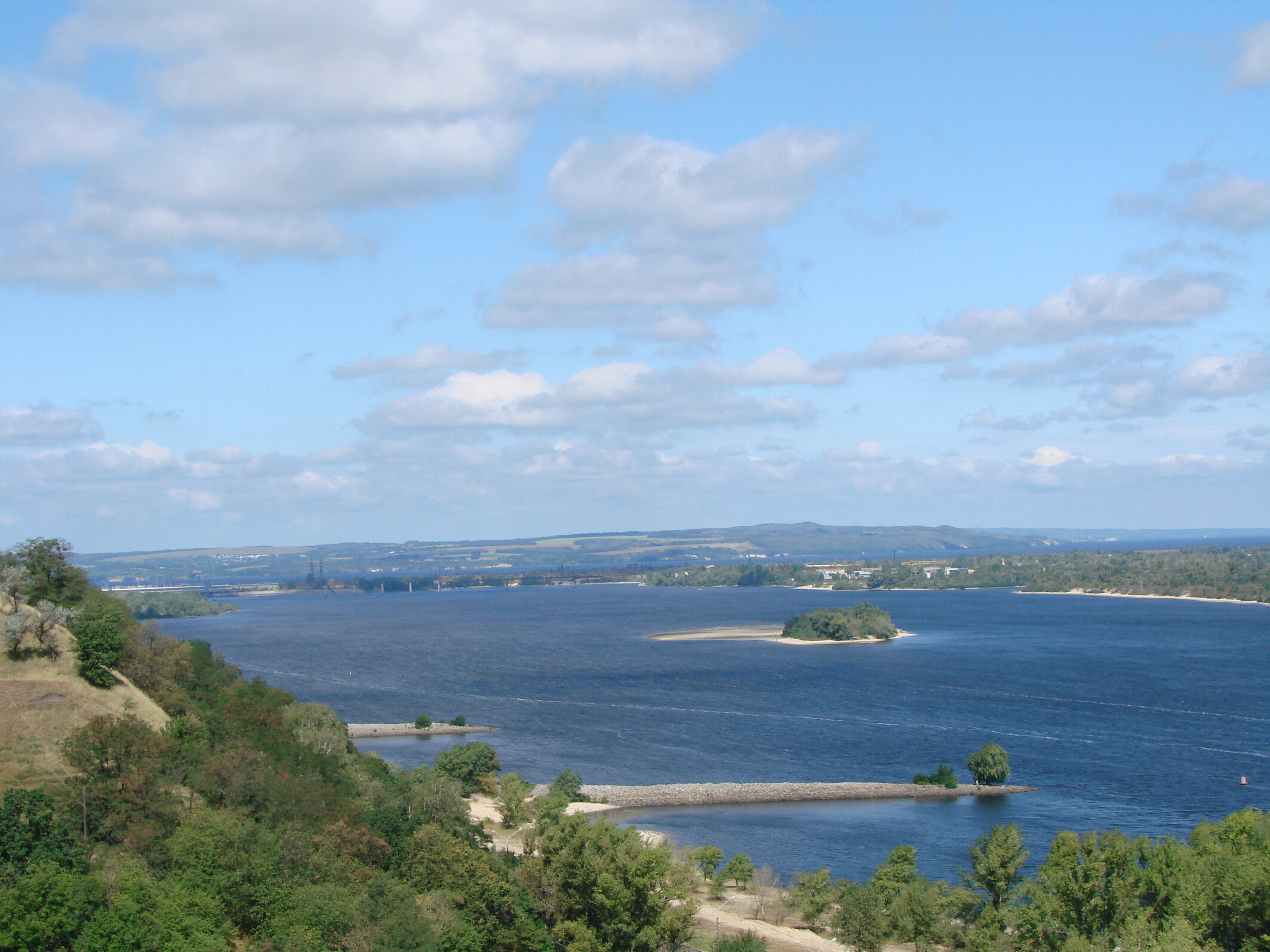
Дніпро в Каневі
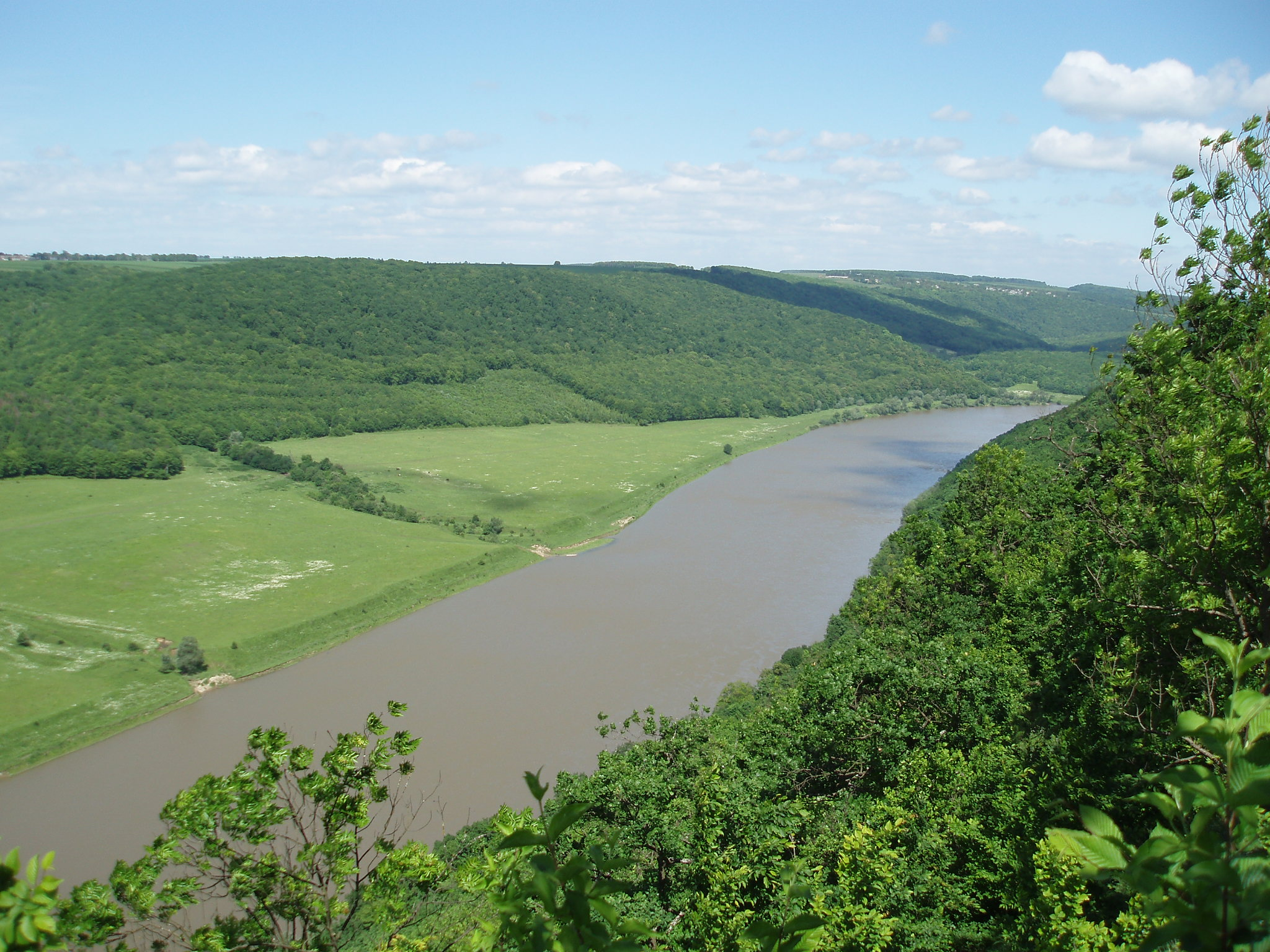
Дністер
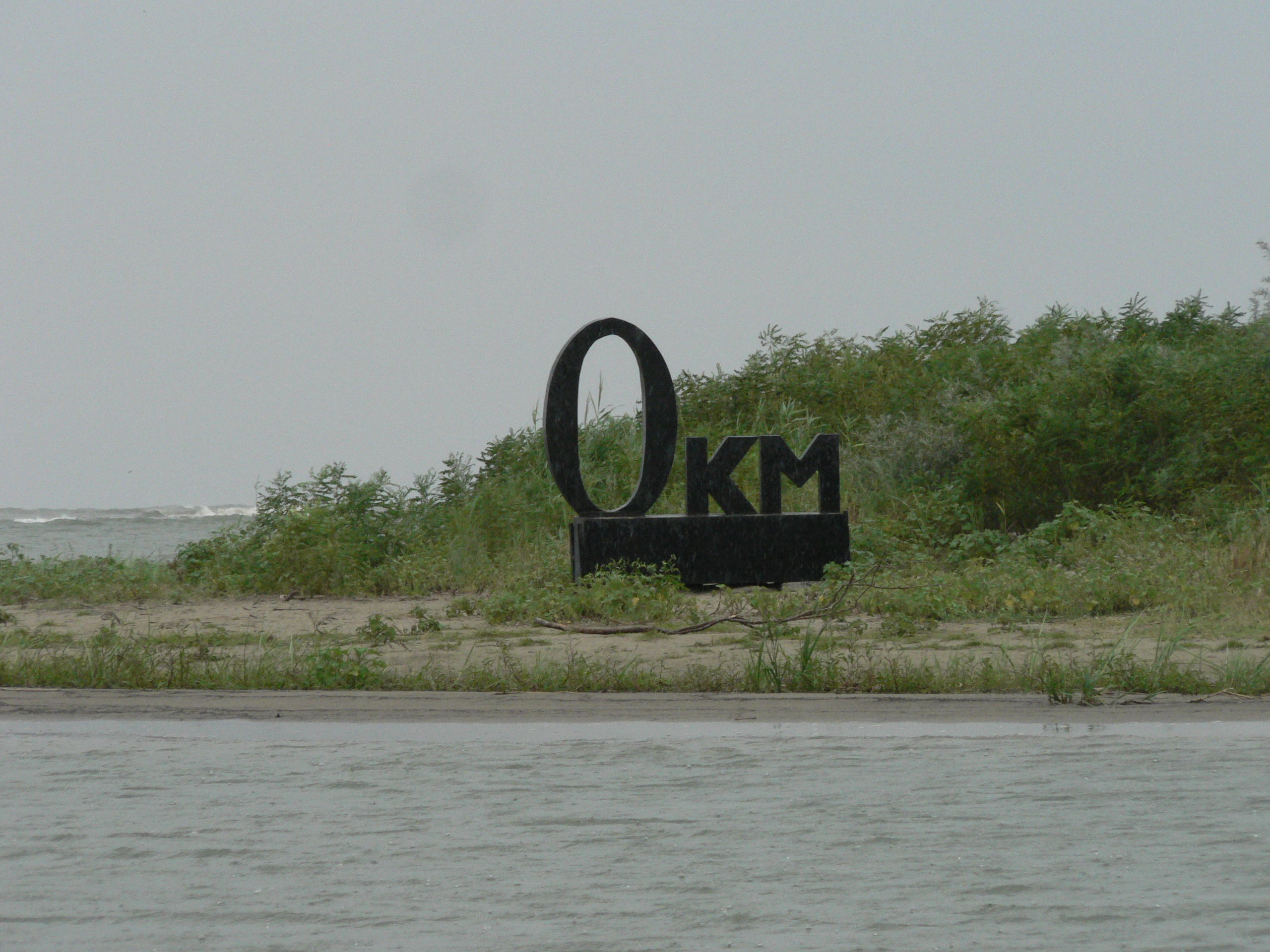
Дунай, 0-й кілометр
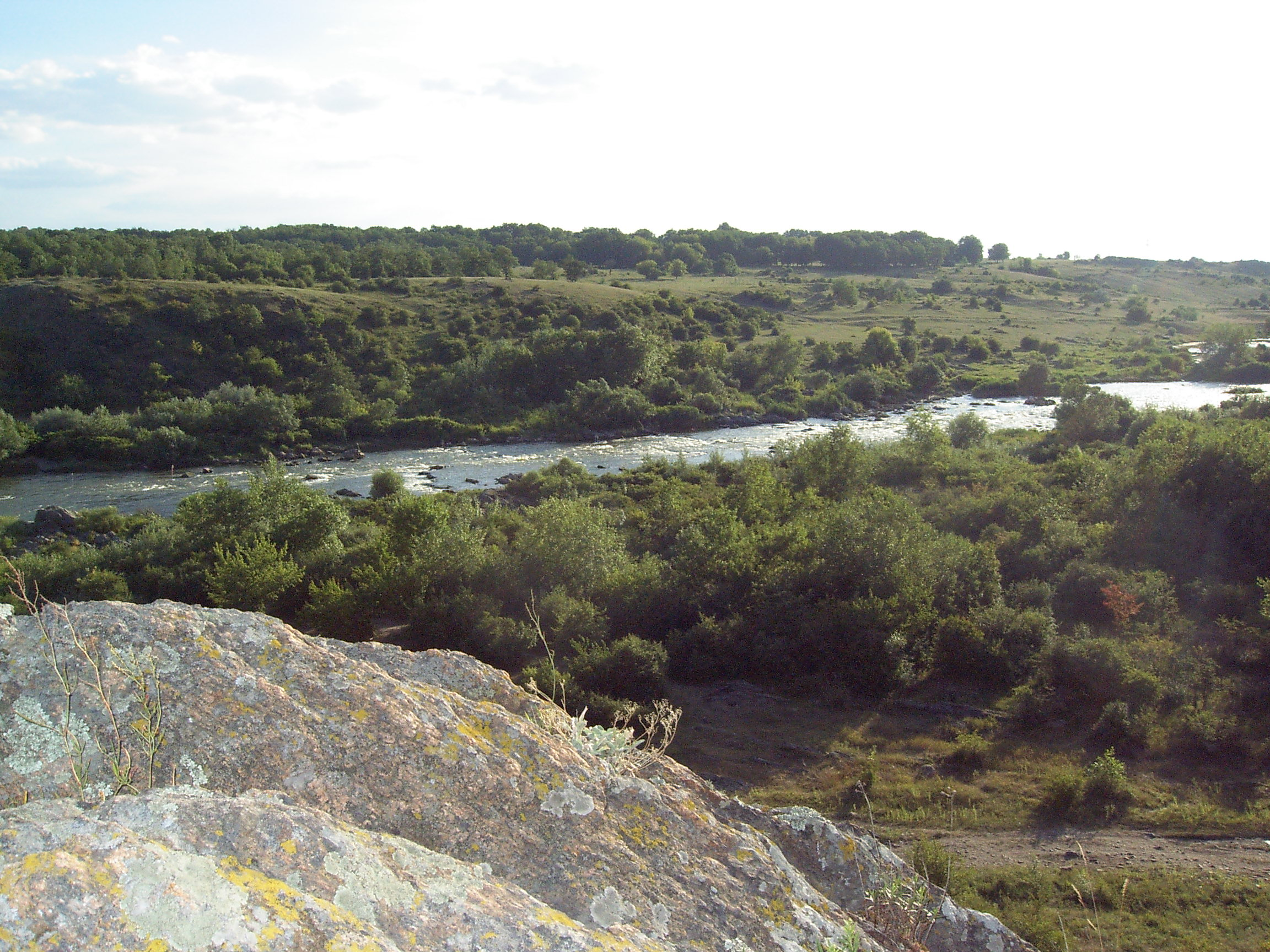
Південний Буг
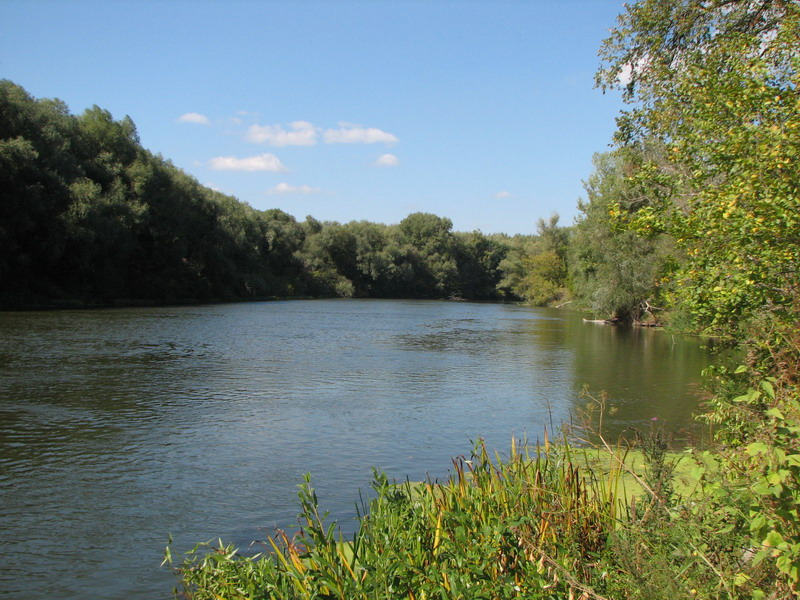
Сіверський Донець

За величиною басейну, довжиною, водністю та гідроенергетичним потенціалом, всі річки України поділяються на великі, середні та малі. До великих належать Дніпро, Дунай, Дністер, Сіверський Донець, Південний Буг, Прип'ять, Десну. Всі інші належать до середніх або малих. На теренах України налічується близько 23 тис. водотоків, з них 2938 водотоків довжиною від 10 км та більше, а також 116 — довжиною понад 100 км.
Розвиток річкової мережі на території України та її щільність різняться в різних частинах у зв'язку з неоднорідністю кліматичних, геологічних та інших факторів. Найбільша річкова мережа — в Карпатах (до 1,10 км/км²) та на Донецькому кряжі (до 0,5 км/км²). В деяких районах південної частини наближається до нуля.
Вода великих річок прісна, мінералізація становить 300—600 мг/дм³. Мінералізація води середніх і малих річок півночі України коливається між 200 і 500 мг/дм³. Вона зростає у південному і східному напрямках. Найбільше мінералізовані води річок Приазов'я (понад 2000 мг/дм³) і річки між Дунаєм і Дністром, а найменше — Карпат (нижче 100 мг/дм³).

### Озера
На території України понад 3 тисячі природних озер. Переважно це невеликі озера (0,01 — 0,1 км²), 30 озер мають площу до 10 км² і більше, 13 — понад 50 км².
Найбільше природне озеро України — озеро Ялпуг (Одеська область), його площа 149 км².
Найглибше природне озеро України — озеро Світязь (Шацькі озера, Волинська область), його глибина 54.4 м.

### Водосховища
На теренах України налічується 1103 водосховища . Вони утримують 55315,8 млн м³ води (величина повного об'єму), зокрема 8565,8 млн м³ — без 6-и водосховищ Дніпровського каскаду та 2-х Дністровських водосховищ (головного та буферного). В цілому, всі водосховища утримують об'єм води, що перевищує середній річний стік Дніпра.
Найбільші водосховища (загалом шість — Київське, Канівське, Кременчуцьке, Кам'янське, Дніпровське, Каховське) створено на Дніпрі з 30-х по 70-ті роки XX ст. На початку 80-х років було створено Дністровське водосховище. Значно меншими є водосховища у басейнах річок Південний Буг, Сіверський Донець та інших.

### Стави
На річках і струмках України створено понад 49 400 ставків загальною площею понад 2890 км². Вони утримують понад 3969 млн м³ води.
Найбільше ставків на Східному Поділлі (зокрема у Вінницькій області — близько 4850) і на Придніпровській височині (у Дніпропетровській області — 3292).
Найменше ставків у Карпатському регіоні (у Закарпатській області — 584) та Луганщині — 360.

## Ґрунти
На території України виділяють поліську, лісостепову і степову ґрунтові зони, а також карпатську і кримську гірські області:
- На Поліссі найпоширеніші дерново-підзолисті і болотні ґрунти, серед яких переважають торф'яно-болотні. Ці ґрунти здебільшого бідні на перегній.
- У лісостепу України поширені різні типи чорноземних ґрунтів. Крім цих ґрунтів, значні площі обіймають лучно-чорноземні та сірі лісові ґрунти.
- Ґрунтові ресурси степу України досить однорідні та представлені, головним чином, чорноземами. Ці ґрунти мають найвищу природну родючість.
- У Карпатах ґрунтовий покрив змінюється як у широтному, так і в вертикальному напрямках. Для Закарпатської низовини характерні, головним чином, дерново-опідзолені та дерново-глейові ґрунти. Ґрунти Передкарпаття в основному дерново-середньоопідзолені і поверхнево-глейові. У гірській зоні переважають бурі лісові ґрунти.
- Ґрунтовий покрив Кримських гір має добре виявлену вертикальну зональність. У передгірській степовій зоні поширені чорноземи. Лісостепова зона вкрита дерново-карбонатними ґрунтами. У гірській лісовій зоні поширені буроземи, у найнижчому поясі  на Південному березі Криму — коричневі ґрунти.

## Земельні ресурси
Земельні ресурси України (оцінка 2011 року):
- придатні для сільськогосподарського обробітку землі — 71,2 %,
  - орні землі — 56,1 %,
  - багаторічні насадження — 1,5 %,
  - землі, що постійно використовуються під пасовища — 13,6 %;
- землі, зайняті лісами і чагарниками — 16,8 %;
- інше — 12 %[3].

Земельні ресурси України (оцінка 2022 року):
- придатні для сільськогосподарського обробітку землі — 71,3%  %,
  - орні землі — 56,8 %,
  - багаторічні насадження — 1,5 %,
  - землі, що постійно використовуються під пасовища — 13 %;
- землі, зайняті лісами і чагарниками — 16,7 %;
- інше — 12 %[21].

## Тваринний світ
Зоогеографічно захід і північ території країни належать до Європейської лісової провінції Циркумбореальної підобласті, схід і південь, окрім гірського Криму — до Казахстано-Монгольської провінції Центральноазійської підобласті Голарктичної області.

## Охорона природи
Україна є учасником ряду міжнародних угод з охорони навколишнього середовища:
- Конвенції про транскордонне забруднення повітря (CLRTAP),
- Мадридського протоколу про охорону навколишнього середовища до Договору про Антарктику,
- Конвенції про біологічне різноманіття (CBD),
- Рамкової конвенції ООН про зміну клімату (UNFCCC),
- Кіотського протоколу до Рамкової конвенції,
- Конвенції ООН з боротьби з спустелюванням (UNCCD),
- Конвенції про міжнародну торгівлю видами дикої фауни і флори, що перебувають під загрозою зникнення (CITES),
- Конвенції про заборону військового впливу на природне середовище (ENMOD),
- Базельської конвенції протидії транскордонному переміщенню небезпечних відходів,
- Конвенції з міжнародного морського права,
- Лондонської конвенції про запобігання забрудненню моря скиданням відходів,
- Монреальського протоколу з охорони озонового шару,
- Міжнародної конвенції запобігання забрудненню з суден (MARPOL),
- Рамсарської конвенції із захисту водно-болотних угідь[22].

Урядом країни підписані, але не ратифіковані окремі протоколи міжнародні угоди щодо транскордонного забруднення повітря (CLRTAP).

## Стихійні лиха та екологічні проблеми
На території країни спостерігаються небезпечні природні явища і стихійні лиха:
- повіді;
- паводки у горах;
- весняні приморозки[3].

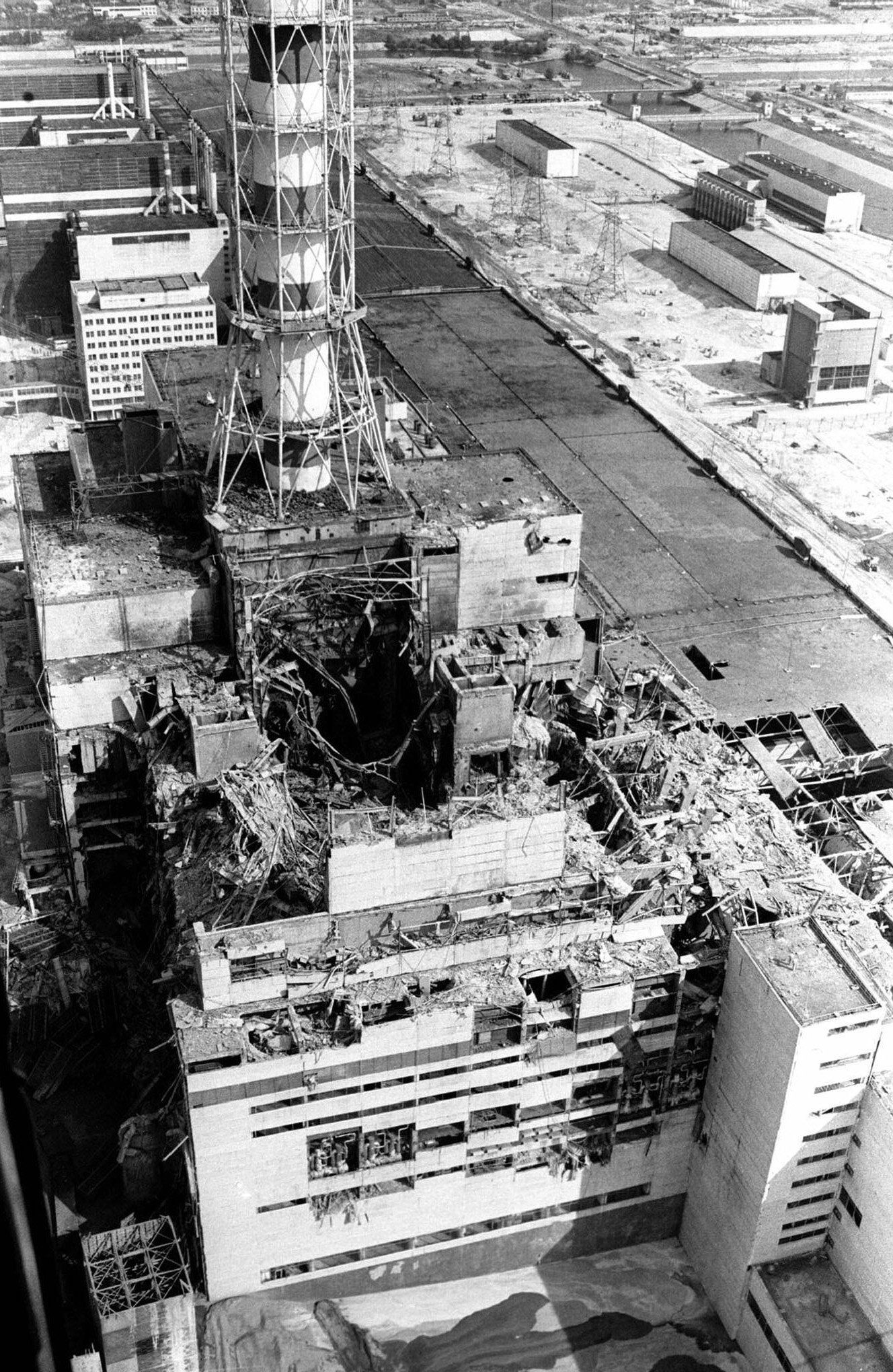
Четвертий реактор ЧАЕС

Серед екологічних проблем варто відзначити:
- недостатні запаси питної води;
- забруднення повітря і вод;
- знеліснення;
- радіоактивне забруднення північної частини країни (Полісся) внаслідок аварії на Чорнобильській АЕС 1986 року.
- руйнація екосистеми країни через російське вторгнення на територію України з 2014 року

## Фізико-географічне районування
У фізико-географічному відношенні територію України можна розділити на _ райони, що відрізняються один від одного рельєфом, кліматом, рослинним покривом: .

### Атласи. Карти
- Національний атлас України / НАН України, Інститут географії, Державна служба геодезії, картографії та кадастру ; голов. ред. Л. Г. Руденко ; голова ред. кол. Б. Є. Патон. — К. : ДНВП «Картографія», 2007. — 435 с. — 5 тис. прим. — ISBN 978-966-475-067-4.
- Атлас України й сумежних країв / Під заг. ред. В. Кубійовича. Наукове товариство ім. Шевченка. — Львів, 1937. — 113 с.
- Комплексний атлас України. — К. : ДНВП «Картографія», 2005.
- Атлас. 8 клас. Фізична географія України / упорядники : О. Я. Скуратович. — К. : ДНВП «Картографія», 2014. — ISBN 978-617-670-259-7.
- Атлас світу / голов. ред. І. С. Руденко ; зав. ред. В. В. Радченко ; відп. ред. О. В. Вакуленко. — К. : ДНВП «Картографія», 2005. — 336 с. — ISBN 9666315467.

### Українською
- Кубійович В. Географія // Енциклопедія українознавства : Словникова частина : [в 11 т.] / Наукове товариство імені Шевченка ; гол. ред. проф., д-р Володимир Кубійович. — Париж — Нью-Йорк : Молоде життя, 1955. — Кн. 2, [т. 1] : А — Головна Руська Рада. — С. 362—364. — ISBN 5-7707-4049-3.
- Барановська О. В. Фізична географія материків і океанів : навч. посіб. для студентів ВНЗ : [у 2 ч.]. — Н. : Ніжинський державний університет ім. Миколи Гоголя, 2013. — 306 с. — ISBN 978-617-527-106-3.
- Бершадська Т. Хрестоматія з фізичної географії України. 8 кл. — Тернопіль, 1998.
- Бєлозоров С. Т. Географія материків. — К. : Вища школа, 1971. — 371 с.
- Генсірук С. А. Ліси України. — К. : Наукова думка, 1992.
- Географічна енциклопедія України : [у 3 т.] / редкол.: О. М. Маринич (відповід. ред.) та ін. — К., 1989—1993. — 33 000 екз. — ISBN 5-88500-015-8.
- Геологія України // Гірничий енциклопедичний словник : [у 3-х тт.] / за ред. В. С. Білецького. — Д. : Східний видавничий дім, 2004. — Т. 3. — 752 с. — ISBN 966-7804-78-X.
- Горєв Л. М., Пелешенко В. І., Хільчевський В. К. Гідрохімія України (підручник). — К. : Вища школа, 1995. — 307 с. — ISBN 5-11-004522-4.
- Дубович І. А. Країнознавчий словник-довідник. — 5-те вид., перероб. і доп. — К. : Знання, 2008. — 839 с. — ISBN 978-966-346-330-8.
- Жупанський Я. І. Історія географії в Україні. — Л. : Світ, 1997.
- Заставний Ф. Д. Географія України. У 2-х кн / Ред. M. П. Парцей. — Л. : Світ, 1994. — 472 с. — ISBN 5-7773-0043-8.
- Економічна і соціальна географія країн світу. Навчальний посібник / За ред. Кузика С. П. — Л. : Світ, 2002. — 672 с. — ISBN 966-603-178-7.
- Маценко Г. О. Книга рекордів України. Природа навколо нас. — Тернопіль, 2000.
- Національний атлас України / НАН України, Інститут географії, Державна служба геодезії, картографії та кадастру ; голов. ред. Л. Г. Руденко ; голова ред. кол. Б. Є. Патон. — К. : ДНВП «Картографія», 2007. — 435 с. — 5 тис. прим. — ISBN 978-966-475-067-4.
- Природа рідного краю / Авт.-упоряд. В. М. Скляренко, М. О. Панкова. — Х. : Фоліо, 2008.
- Панасенко Б. Д. Фізична географія материків : навч. посіб. : в 2 ч. — В. : ЕкоБізнесЦентр, 1999. — 200 с.
- Фізична географія материків та океанів : підруч. для студ. вищ. навч. закл. : у 2 т / за ред. П. Г. Шищенка. — К. : Видавництво Київського нац. ун-т ім. Т. Шевченка, 2010. — Т. 2. : Європа. — 464 с. — ISBN 978-966-439-273-7.
- Стадник О. Г. Географія України. — Х. : Веста, 2011.
- Стадник О. Г. Україна на карті світу. — Х. : Веста, 2011.
- Цікава географія / упоряд. С. В. Тишковець. — К. : ВКТФ «Кобза», 2004.
- Хільчевський В. К., Гребінь В. В. Водні об'єкти України та рекреаційне оцінювання якості води. — К.: ДІА, 2022. — 240 с. ISBN 978-617-7785-46-9.
- Юрківський В. М. Регіональна економічна і соціальна географія. Зарубіжні країни: Підручник. — 2-ге. — К. : Либідь, 2001. — 416 с. — ISBN 966-06-0092-5.
- Янко М. Т. Топонімічний словник України : Словник-довідник / Гол. ред. О. К. Гурська. — К. : Знання, 1998. — 432 с. — ISBN 5-7707-9443-7.

### Англійською
- (англ.) Graham Bateman. The Encyclopedia of World Geography. — Andromeda, 2002. — 288 с. — ISBN 1871869587.

### Російською
- (рос.) Рудницкий С. Очерк географии Украины // Украинский народ в его прошлом и настоящем: [в 2 т.] / под ред. Ф. К. Волкова [и др.]. — Санкт-Петербург: Тип. т-ва «Общественная Польза», 1914—1916. — Т. 2. — 1916. — С. 361—380.
- (рос.) Авакян А. Б., Салтанкин В. П., Шарапов В. А. Водохранилища. — М. : Мысль, 1987. — 326 с. — (Природа мира)
- (рос.) Алисов Б. П., Берлин И. А., Михель В. М. Курс климатологии [в 3-х тт.] / под. ред. Е. С. Рубинштейна. — Л. : Гидрометиздат, 1954. — Т. 3. Климаты земного шара. — 320 с.
- (рос.) Апродов В. А. Вулканы. — М. : Мысль, 1982. — 368 с. — (Природа мира)
- (рос.) Апродов В. А. Зоны землетрясений. — М. : Мысль, 2010. — 462 с. — (Природа мира) — ISBN 978-5-244-01122-7.
- (рос.) Букштынов А. Д., Грошев Б. И., Крылов Г. В. Леса. — М. : Мысль, 1981. — 316 с. — (Природа мира)
- (рос.) Власова Т. В. Физическая география материков. С прилегающими частями океанов. Евразия, Северная Америка. — 4-е, перераб. — М. : Просвещение, 1986. — 417 с.
- (рос.) Гвоздецкий Н. А. Карст. — М. : Мысль, 1981. — 214 с. — (Природа мира)
- (рос.) Гвоздецкий Н. А., Голубчиков Ю. Н. Горы. — М. : Мысль, 1987. — 400 с. — (Природа мира)
- (рос.) Географический энциклопедический словарь: географические названия / под. ред. А. Ф. Трёшникова. — 2-е изд., доп. — М. : Советская энциклопедия, 1989. — 585 с. — ISBN 5-85270-057-6.
- (рос.) Исаченко А. Г., Шляпников А. А. Ландшафты. — М. : Мысль, 1989. — 504 с. — (Природа мира) — ISBN 5-244-00177-9.
- (рос.) Каплин П. А., Леонтьев О. К., Лукьянова С. А., Никифоров Л. Г. Берега. — М. : Мысль, 1991. — 480 с. — (Природа мира) — ISBN 5-244-00449-2.
- (рос.) Карри-Линдал К. Европа. — М. : Прогресс, 1981. — 334 с. — (Континенты, на которых мы живем)
- (рос.) Словарь современных географических названий / под общей редакцией акад. В. М. Котлякова. — Екатеринбург : У-Фактория, 2006.
- (рос.) Литвин В. М., Лымарев В. И. Острова. — М. : Мысль, 2010. — 288 с. — (Природа мира) — ISBN 978-5-244-01129-6.
- (рос.) Лобова Е. В., Хабаров А. В. Почвы. — М. : Мысль, 1983. — 304 с. — (Природа мира)
- (рос.) Максаковский В. П. Географическая картина мира. Книга I: Общая характеристика мира. — М. : Дрофа, 2008. — 495 с. — ISBN 978-5-358-05275-8.
- (рос.) Максаковский В. П. Географическая картина мира. Книга II: Региональная характеристика мира. — М. : Дрофа, 2009. — 480 с. — ISBN 978-5-358-06280-1.
- (рос.) Украина // Поспелов Е. М. Топонимический словарь. — М. : АСТ, 2005. — 229 с. — ISBN 5-17-016407-6.
- (рос.) География / под ред. проф. А. П. Горкина. — М. : Росмэн-Пресс, 2006. — 624 с. — (Современная иллюстрированная энциклопедия) — ISBN 5-353-02443-5.
- (рос.) Физико-географический атлас мира. — М. : Академия наук СССР и Главное управление геодезии и картографии ГУГК СССР, 1964. — 298 с.
- (рос.) Энциклопедия стран мира / глав. ред. Н. А. Симония. — М. : НПО «Экономика» РАН, отделение общественных наук, 2004. — 1319 с. — ISBN 5-282-02318-0.